# Robert Moran (constructeur naval)
Pour les articles homonymes, voir Robert Moran.
Robert Moran (né le 26 janvier 1857 et mort le 27 mars 1943) est un homme d'affaires américain de la région de Seattle dans le domaine de la construction navale. Il est maire de la ville de Seattle de 1888 à 1890.

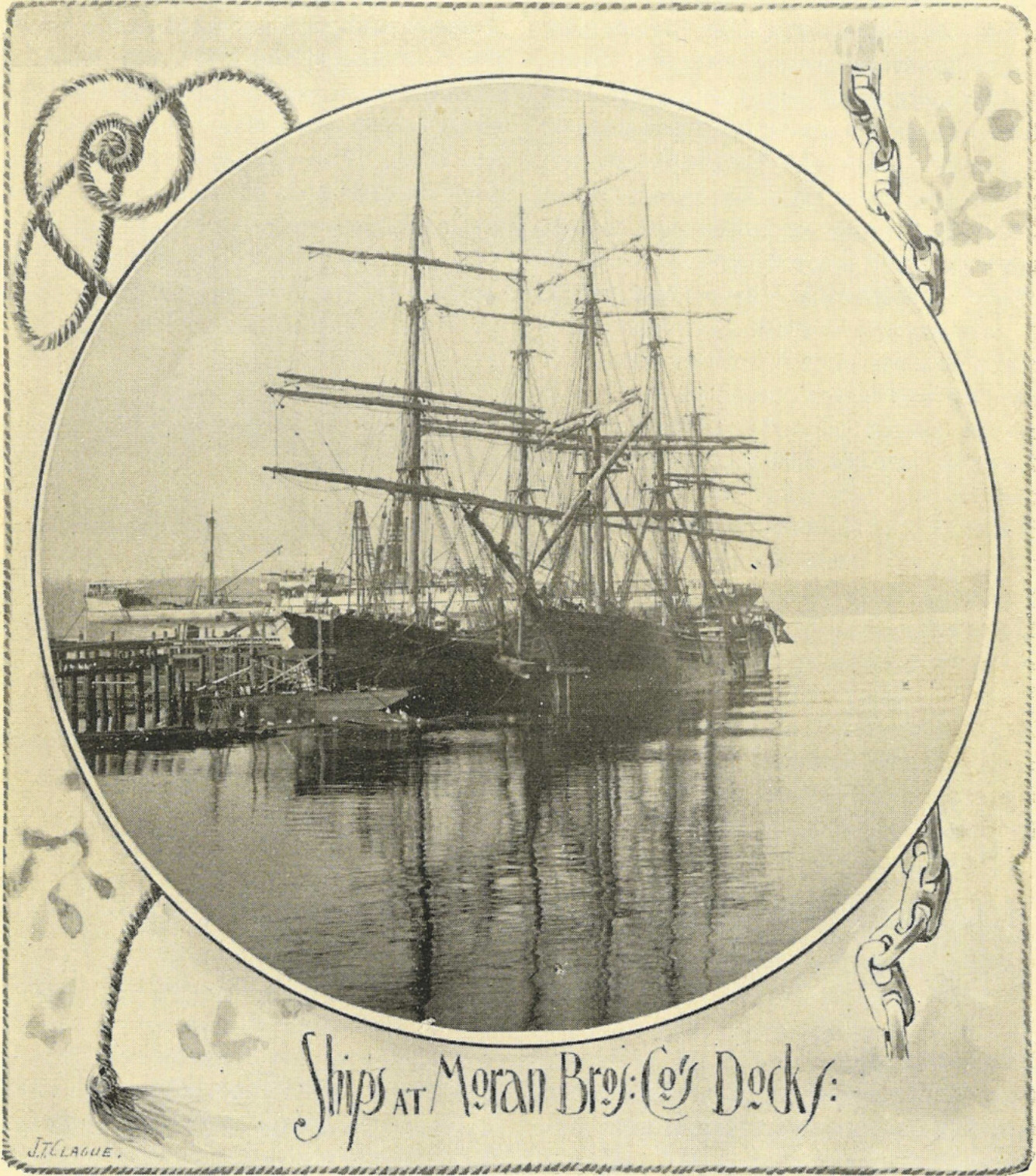
Deux navires sur les quais de la Moran Bros Company à la fin du XIXe siècle.

## Biographie
Natif de la ville de New York, Moran a 18 ans en 1875 lorsqu'il arrive à Seattle, fondée 25 ans plus tôt et devenue city en 1869. Lui et son frère lancent une entreprise de réparation de bateaux. La société Moran Brothers Company prospère durant la ruée vers l'or du Klondike lorsqu'elle construit une flotte de 12 bateaux à vapeur pour naviguer sur le Yukon.
En 1888, Robert Moran est élu maire de Seattle pour le Parti républicain. À cette époque, le maire est élu en juillet pour une durée d'un an. À la fin de son mandat en 1889, un énorme incendie ravage la ville et en particulier le quartier des affaires. Moran est réélu maire et organise la reconstruction du quartier des affaires de la ville. Ses connaissances politiques permettent à sa compagnie de construction navale de remporter des contrats gouvernementaux.

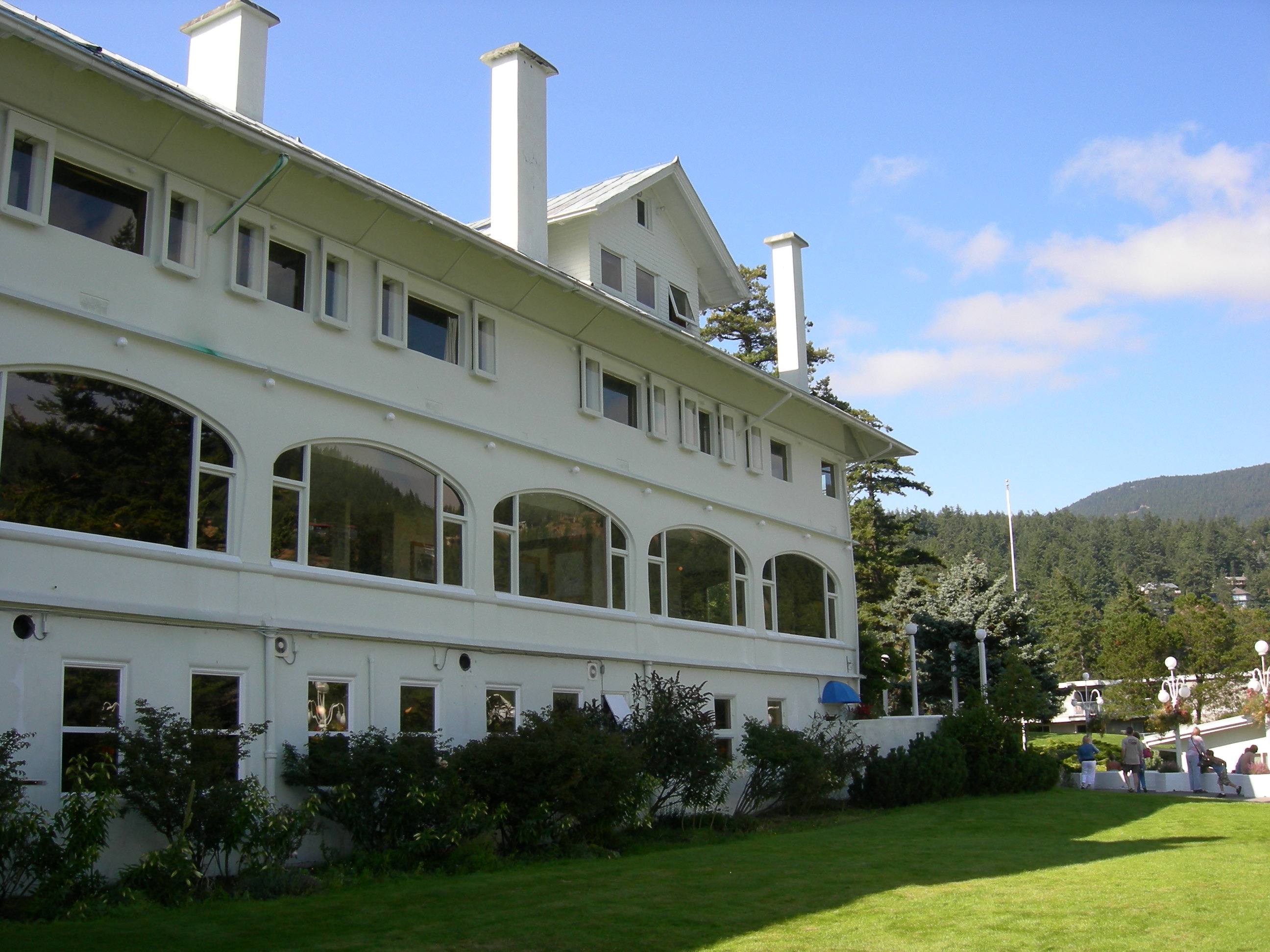
Manoir de Moran (2007).

Après avoir quitté ses fonctions, Moran se dévoue entièrement à sa compagnie et en 1904, sa société construit le USS Nebraska qui est alors le seul navire de guerre de l'État de Washington. Il revend sa société deux ans plus tard pour un montant compris entre 2,5 et 3,5 millions de dollars avant de se retirer pour le reste de ses jours sur l'île Orcas dans le Puget Sound. Il y fait construire un manoir entouré d'une grande propriété. Il meurt à l'âge de 86 ans en 1943 sur cette île alors que son ancienne société produit énormément de navires de guerre utilisés durant la Seconde Guerre mondiale.